# 亞沃羅夫峰

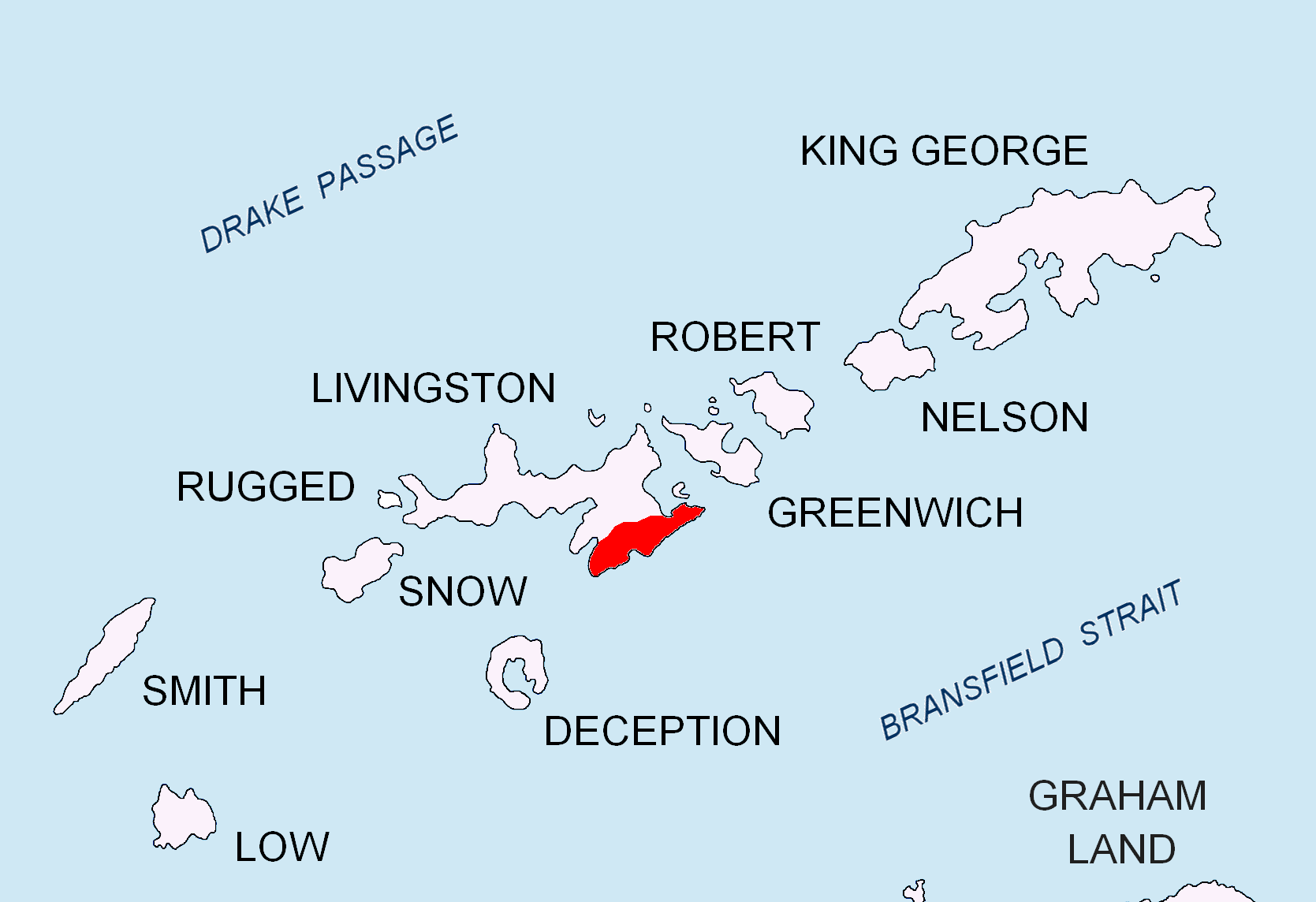

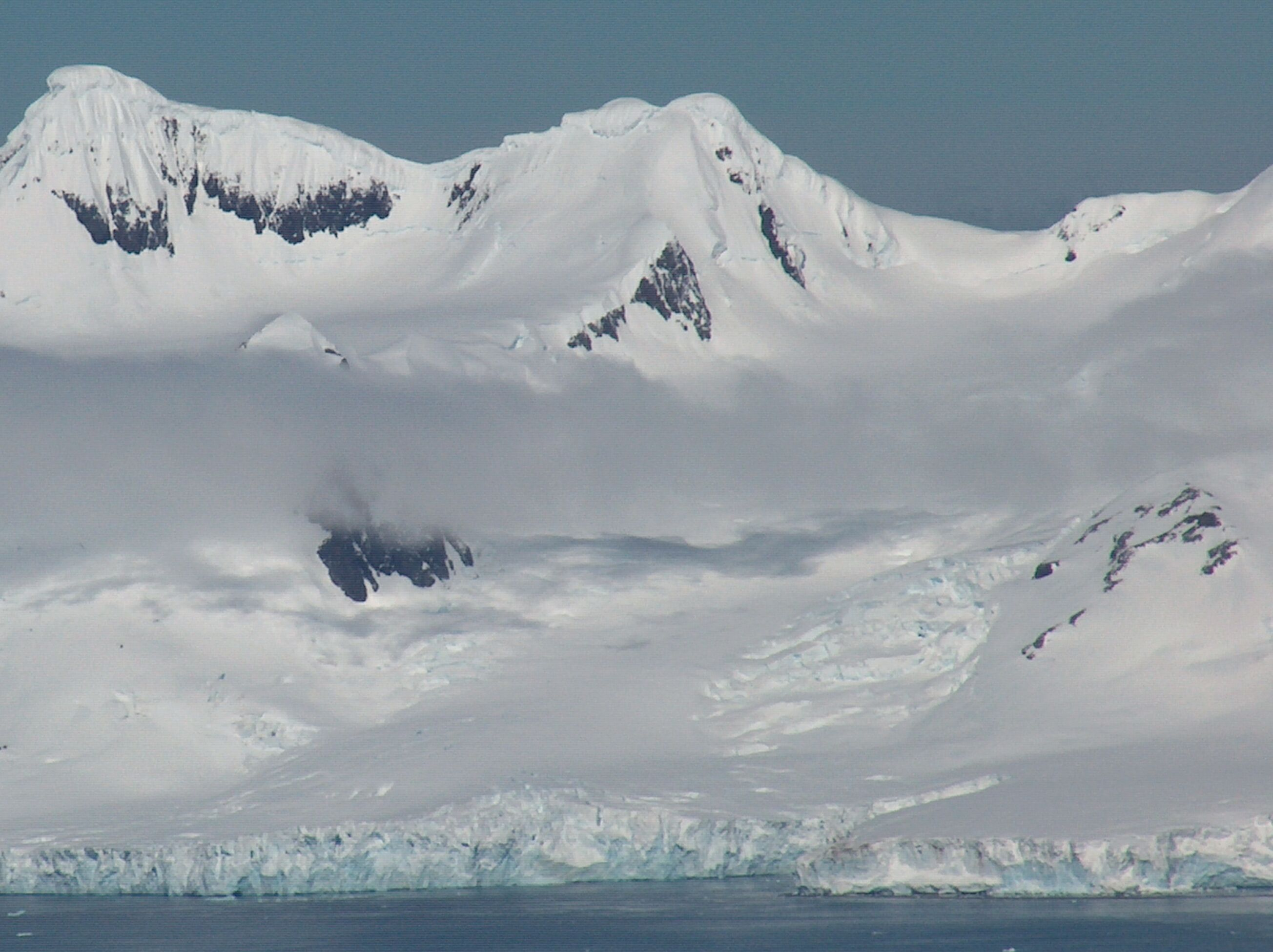

亞沃羅夫峰是南極洲的山峰，位於南設得蘭群島的利文斯頓島，屬於騰格里山脈中德爾切夫嶺的一部分，處於羅多皮峰東南面1公里和斯帕塔庫斯峰東北面0.76公里，海拔高度640米。
62°38′01″S 59°54′24″W / 62.63361°S 59.90667°W

## 外部連結
- SCAR Composite Antarctic Gazetteer（页面存档备份，存于）.